# Custard cream

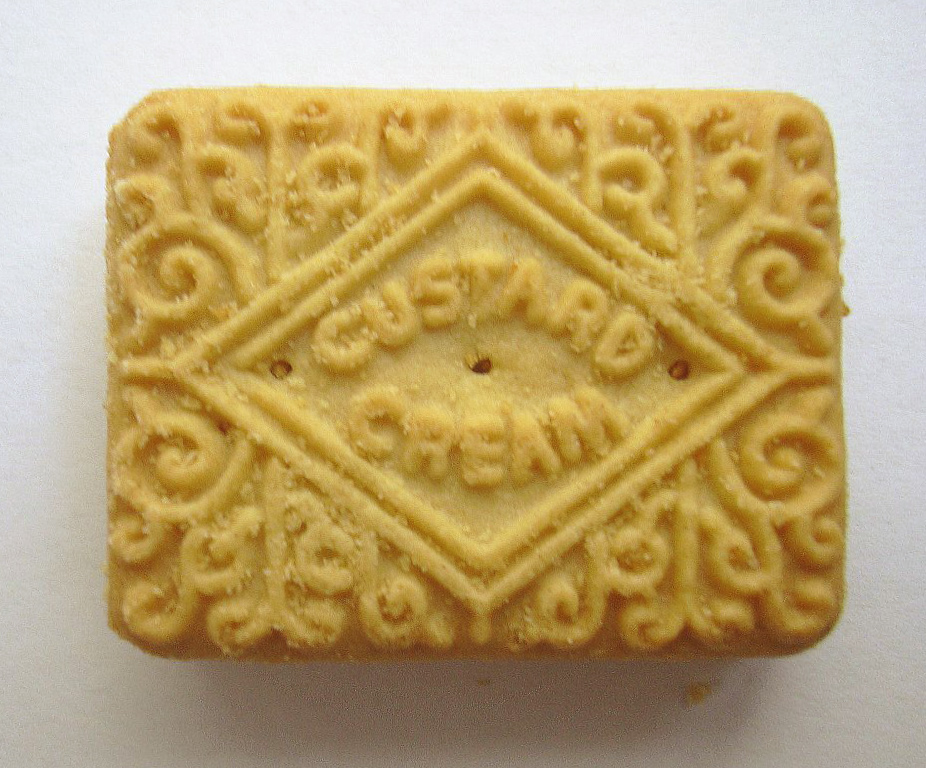
Galleta custard cream.

La custard cream (en inglés ‘crema de crema [pastelera]’) es un tipo de galleta popular en el Reino Unido. Su estructura es la de una galleta sándwich con un centro fondant. Tiene sabor a vainilla, y como tal se parece más al Bird's Custard que a la crema pastelera convencional. Suele tener un diseño barroco elaborado impreso en ella.
Algunos supermercados británicos producen versiones propias, incluyendo variantes con sabor a limón, naranja, chocolate, café y coco. El 90% de 7000 británicos encuestados consideraron la custard cream su galleta favorita.